# Estação Ferroviária de Portalegre
A estação ferroviária de Portalegre é uma interface da Linha do Leste, que serve o concelho de Portalegre, em Portugal, e que funcionou como entroncamento com o encerrado Ramal de Portalegre, que ligava à Linha de Évora em Estremoz.

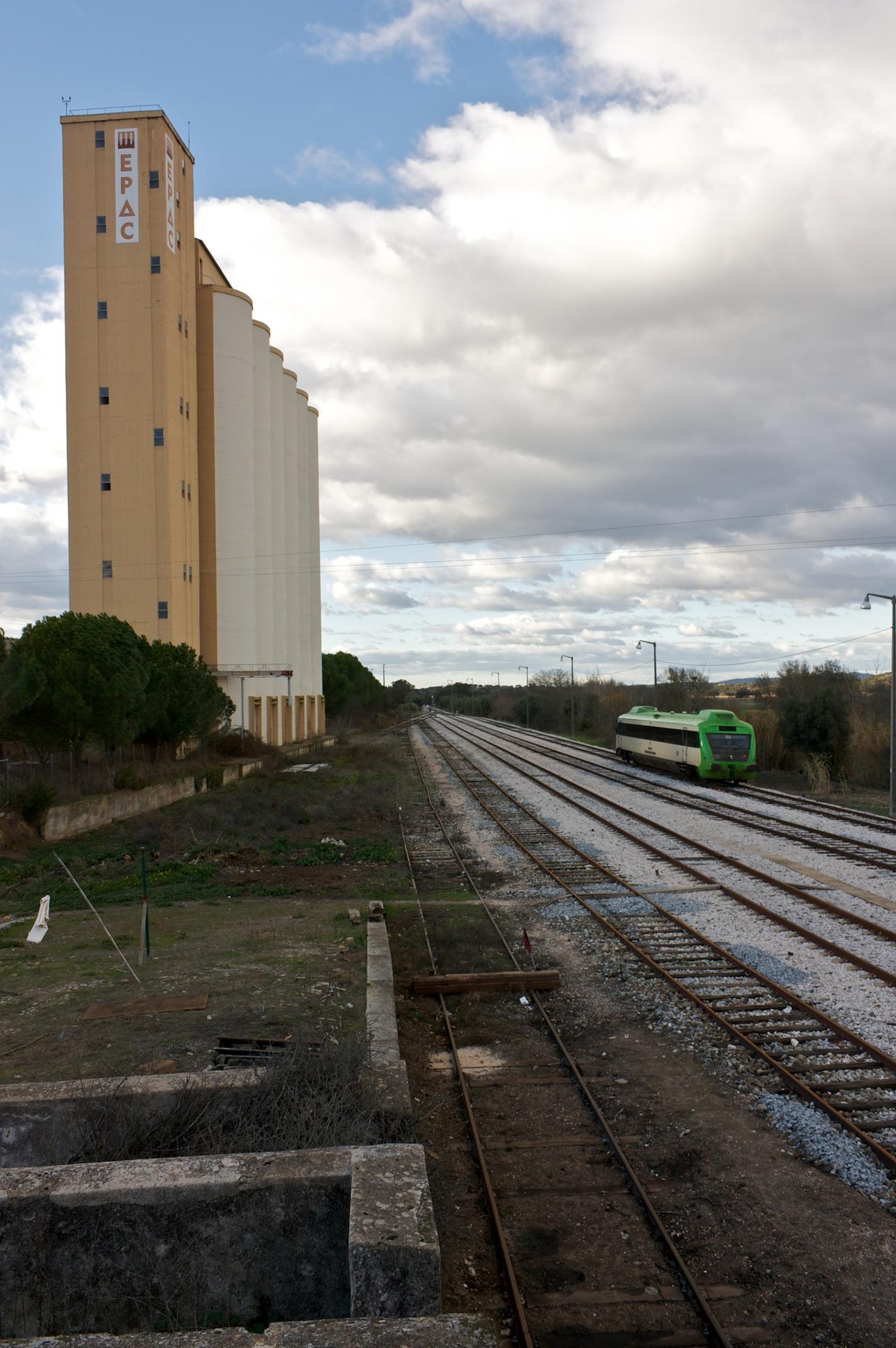
Antigo complexo da EPAC, situado no interior da estação, em 2008.

## Descrição

### Localização e acessos

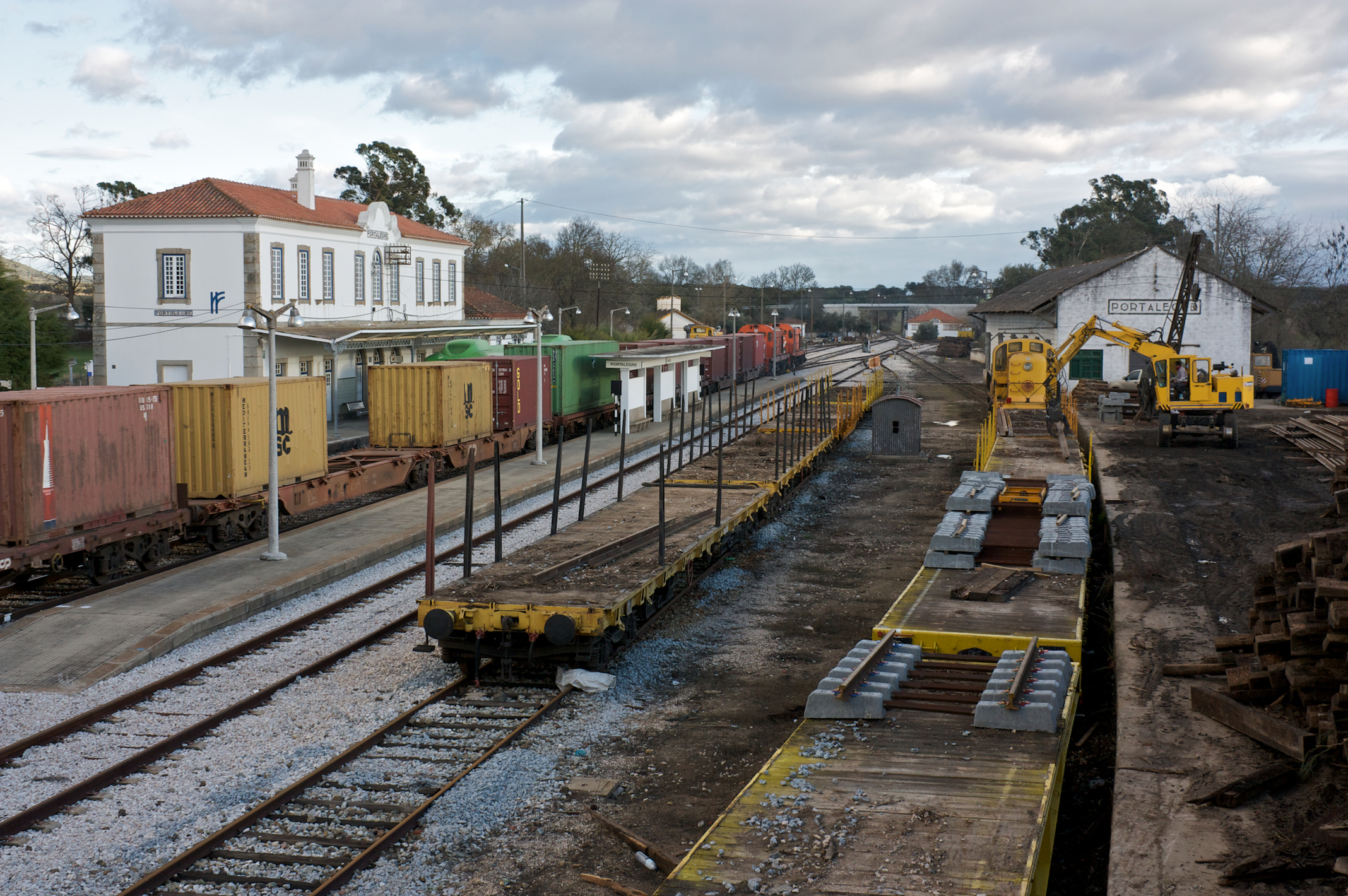
Vista geral da estação, em 2008

Esta interface situa-se junto à localidade de Portalegre Gare, na freguesia de Urra; dista da cidade de Portalegre entre 9,3 a 11 km, consoante o percurso.

### Infraestrutura
Esta interface apresenta três vias de circulação, identificadas como I, II, e III, com 585 (I e II) e 398 m de comprimento, e acessíveis por plataformas com 112 m de extensão e 35 cm de altura; existem ainda cinco vias secundárias (identificadas como IV, V, VI, VI, VII, e EPAC), com comprimentos entre 394 e 100 m. O edifício de passageiros situa-se do lado nordeste da via (lado esquerdo do sentido ascendente, para Badajoz).
A estação está decorada com dois padrões de azulejos diferentes, sendo o primeiro de flores-de-lis com decoração nos cantos, tendo sido produzido pelas fábricas Devezas, Desterro e Sacavém, entre outras. O segundo padrão é formado por conjunto de 2×2 azulejos com barras a rematar, fabricado possivelmente pela fábrica Lusitânia.

### Serviços
Em dados de 2022, esta interface é servida por comboios de passageiros da C.P. de tipo regional, com duas circulações diárias em cada sentido, entre Entroncamento e Badajoz. A ligação entre a estação e a cidade de Portalegre (Tarro) é assegurada por autocarros ao seviço da C.P. num persurso de 15 min. com duas paragens intermédias (Assentos e Navio).

## História

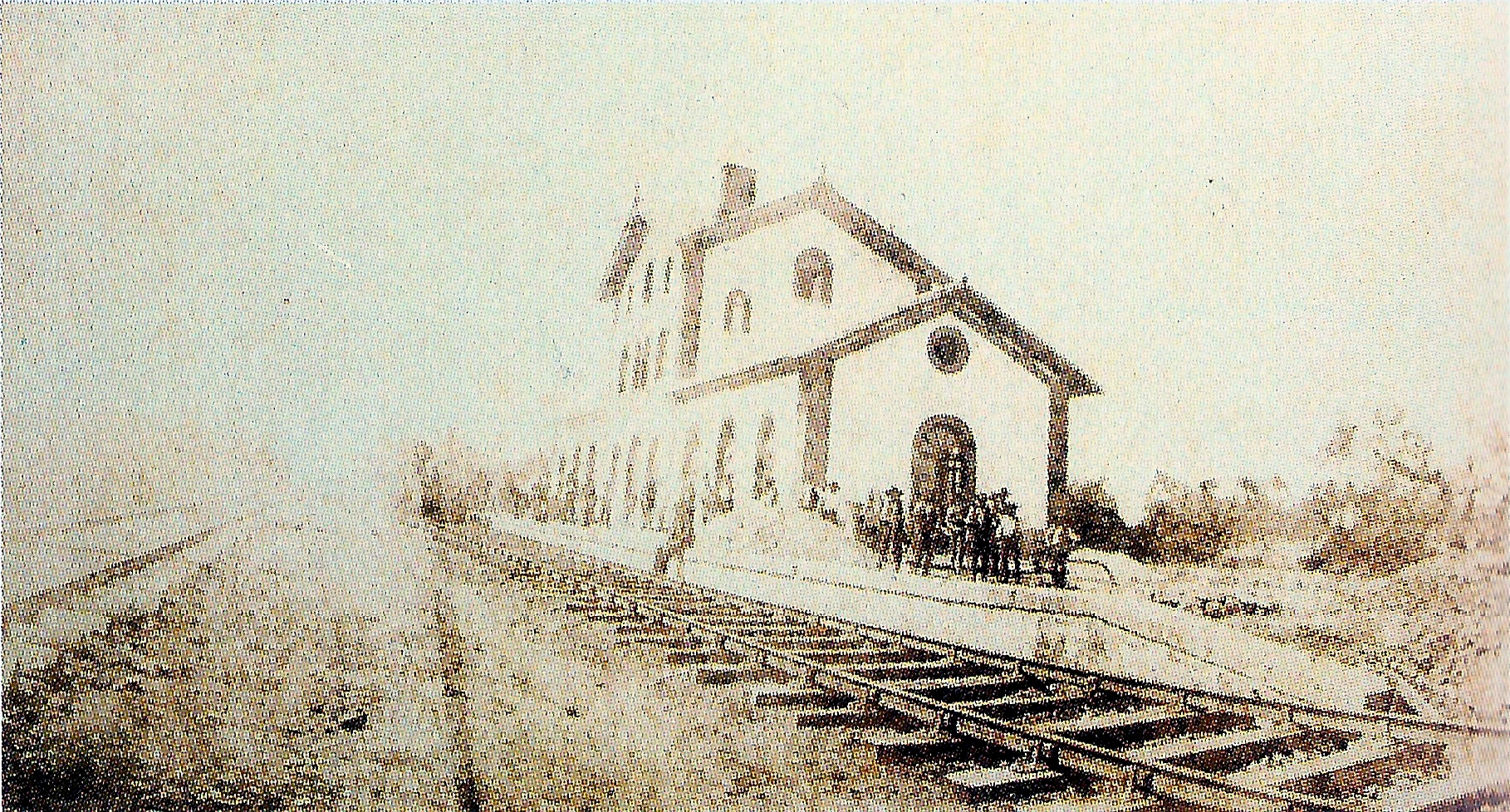
Antiga estação de Portalegre, na segunda metade do Século XIX.

### Inauguração
Insere-se no troço entre as estações de Crato e Elvas da Linha do Leste, que entrou ao serviço no dia 4 de Julho de 1863, pela Companhia Real dos Caminhos de Ferro Portugueses.

### Século XX
Em 26 de Março de 1907, o rei D. Carlos utilizou esta estação numa visita à cidade de Portalegre.
Em 1913, existia um serviço de diligências ligando a estação à cidade de Portalegre, e a Monforte e Veiros. Em 1914, esta estação era uma das principais exportadoras de cortiça na rede da Companhia dos Caminhos de Ferro Portugueses, tendo sido abrangida por uma tarifa especial daquela empresa.
Em 8 de Junho de 1936, o Ministério das Obras Públicas e Comunicações ordenou a expropriação de parte dos terrenos da estação, para a construção de três celeiros para a Federação Nacional de Produtores de Trigo.

### Ligação ao Ramal de Portalegre

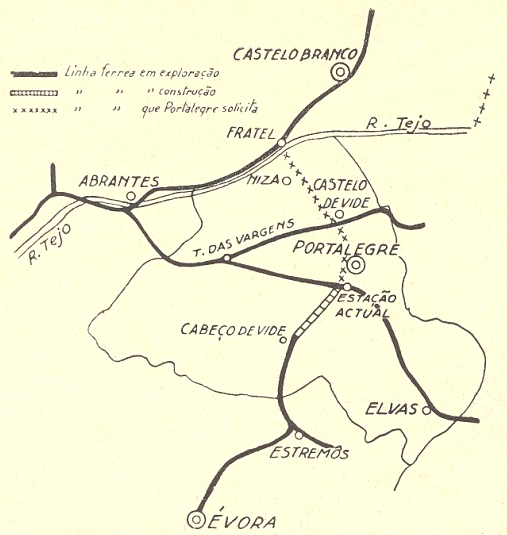
Mapa de 1939, mostrando o futuro troço de Cabeço de Vide a Portalegre, e o projecto cancelado até Fratel, passando por Castelo de Vide e pela cidade de Portalegre.

#### Planeamento
Em 1898, Quando se realizaram os estudos para a elaboração do Plano da Rede ao Sul do Tejo, um documento oficial para organizar os futuros planos ferroviários na região Sul de Portugal, foi proposta uma linha ligando a Estremoz, então término da Linha de Évora, à cidade de Portalegre, cruzando a Linha do Leste no Crato. Desta forma, também se resolvia o problema da estação ficar demasiado longe da cidade de Portalegre, o que criava problemas de acesso. Com efeito, foram feitas várias reivindicações para prolongar o caminho de ferro até à cidade, que nunca chegaram a ser cumpridas. A ligação entre a estação e a cidade era feita por via rodoviária, tendo chegado a existir carreiras de diligência, sendo comum o transporte de mercadorias por tracção animal, especialmente durante as feiras.
No entanto, a linha a partir de Estremoz não foi inserida no Plano da Rede, quando este foi publicado em 1902, tendo sido adicionado no ano seguinte, mas com o traçado modificado, sendo o ponto de cruzamento com a Linha do Leste alterado para esta estação. Considerava-se que esta linha seria de elevada importância, uma vez que permitiria ligar directamente a cidade de Portalegre à rede ferroviária, e uniria a rede ferroviária no Sul à Linha do Leste.
A linha foi adjudicada em 1903, mas vários problemas de ordem política e financeira impediram o concessionário de completar a construção, pelo que a construção passou para a responsabilidade do Estado, tendo sido desta forma que o primeiro lanço, entre Estremoz e Sousel, entrou ao serviço em 23 de Agosto de 1925. Neste período, estava a ser modificado o plano para a Linha de Portalegre, tendo-se programado a realização de grandes obras nesta estação, de forma a melhor servir de cruzamento com a nova linha.
Em 1932, já tinha sido esboçado o projecto para o quarto lanço da linha, entre Cabeço de Vide e o entroncamento com a Linha do Leste.

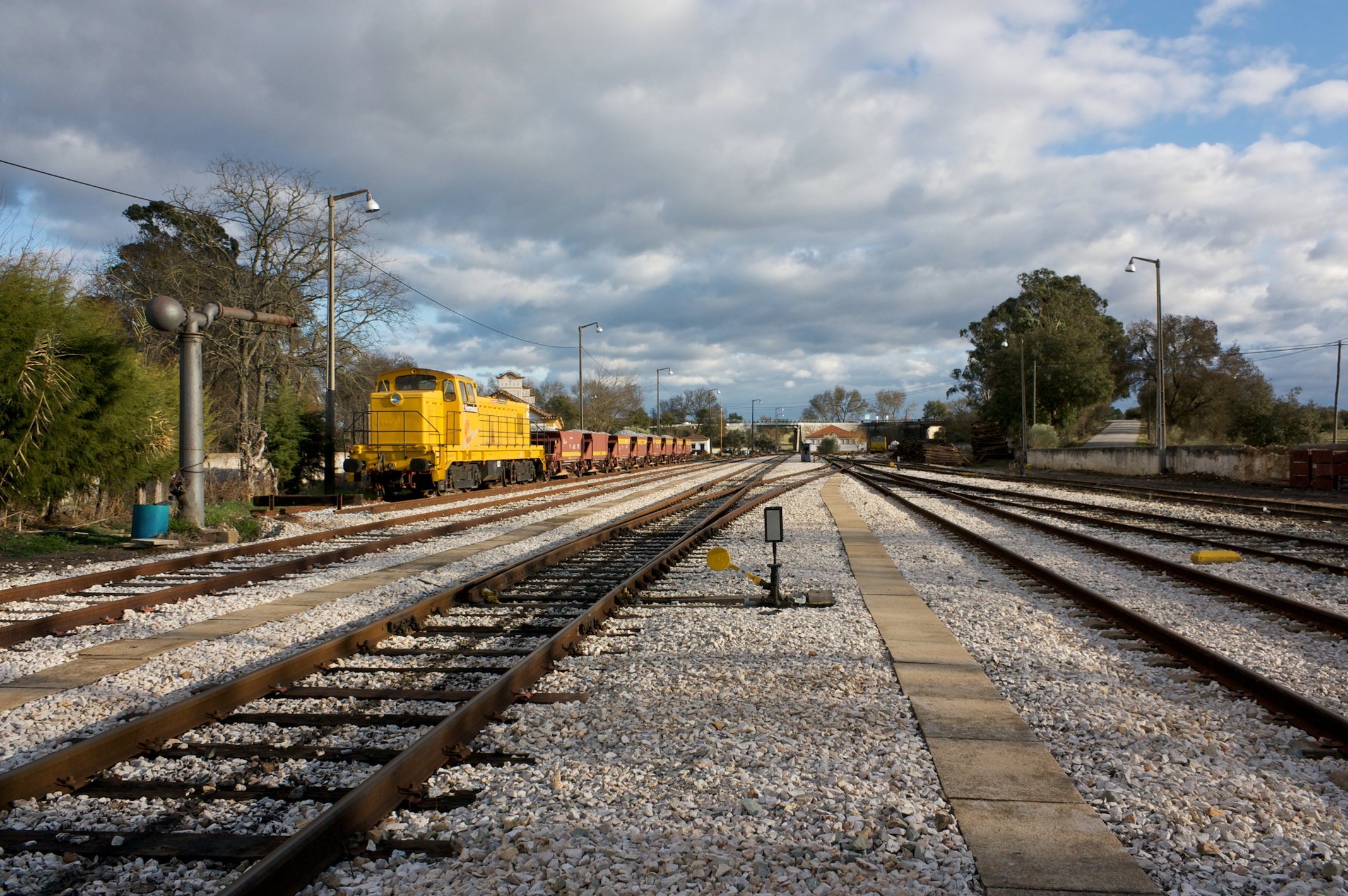
Feixe de vias na estação, sendo visível o antigo começo do Ramal de Portalegre no fundo à direita, passando por baixo do viaduto.

#### Construção e inauguração
Em Fevereiro de 1937, já estava em construção o lanço até à gare de Portalegre, estando ainda cerca de quatro quilómetros em estudo, incluindo a nova estação de Portalegre. As principais modificações na estação consistiram na instalação de uma nova plataforma de passageiros, na ampliação da antiga gare e numa profunda alteração do esquema das vias, tendo sido necessário construir uma variante na Linha do Leste. Por um diploma publicado no Diário do Governo n.º 176, II Série, de 1 de Agosto de 1938, o Ministério das Obras Públicas e Comunicações aprovou o plano para a variante, entre os PK 215+086,82 e PK 217+450,57, e para a primeira fase das obras de ampliação e adaptação desta interface, para servir de entroncamento com a Linha de Portalegre, tendo o orçamento sido de 3:474.30$00 escudos. Por um outro diploma publicado no Diário do Governo n.º 185, II Série, de 11 de Agosto do mesmo ano, o Ministério das Obras Públicas adjudicou à firma alemã Joseph Vögele A. G. o fornecimento de quatro placas para inversão de locomotivas, estando uma destinada a esta estação. A variante entrou ao serviço em 22 de Dezembro de 1948.

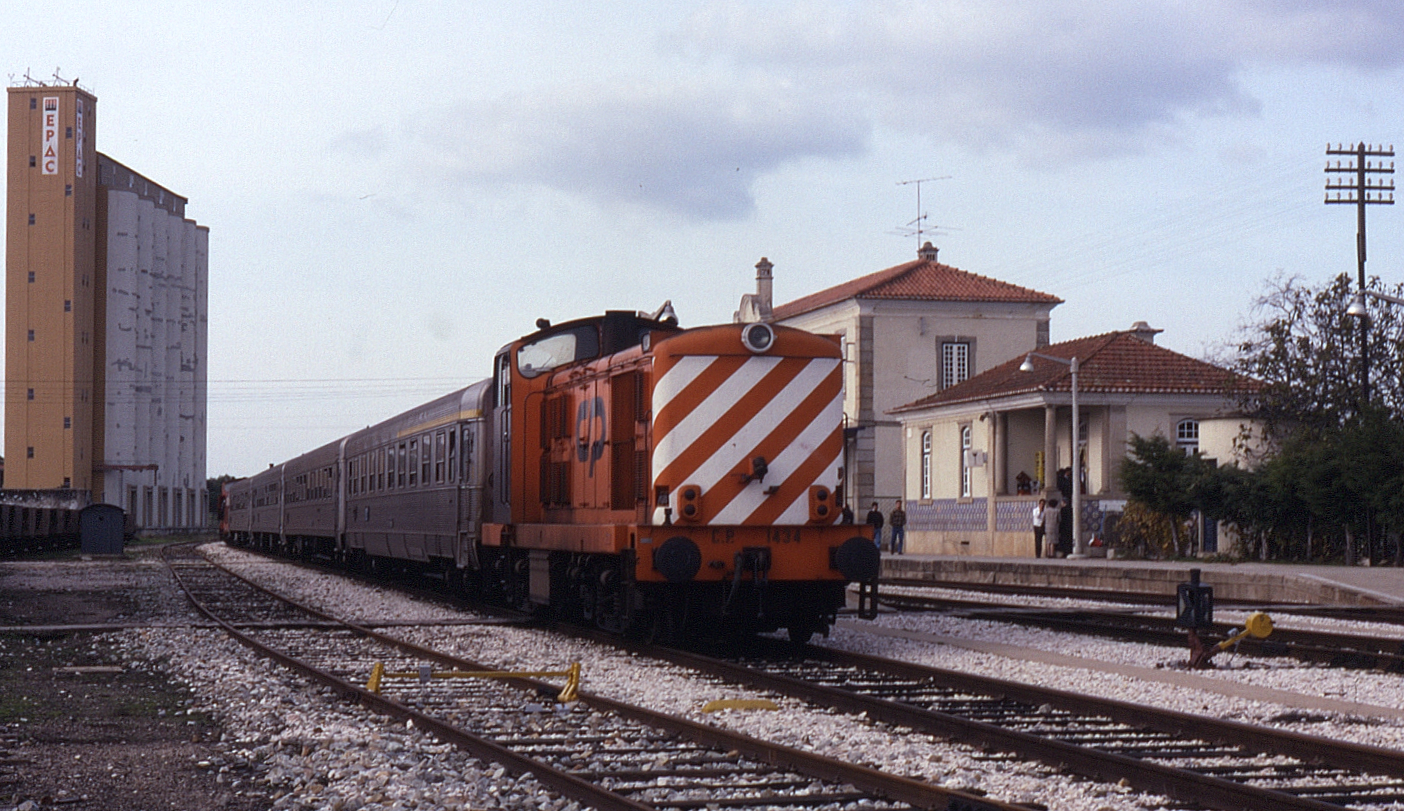
Vista da estação, em 1993.

O troço entre Portalegre e Cabeço de Vide foi aberto à exploração em 21 de Janeiro de 1949, tendo a cerimónia de inauguração sido aqui realizada. Porém, as obras de modificação ainda não tinham sido concluídas, e a Junta Autónoma das Estradas ainda estava a construir os dois viadutos sobre a estação e a Linha de Portalegre.
O lanço entre Portalegre e Estremoz foi uma das várias linhas encerradas pela operadora Caminhos de Ferro Portugueses em 2 de Janeiro de 1990, no âmbito de um programa de reestruturação daquela empresa.

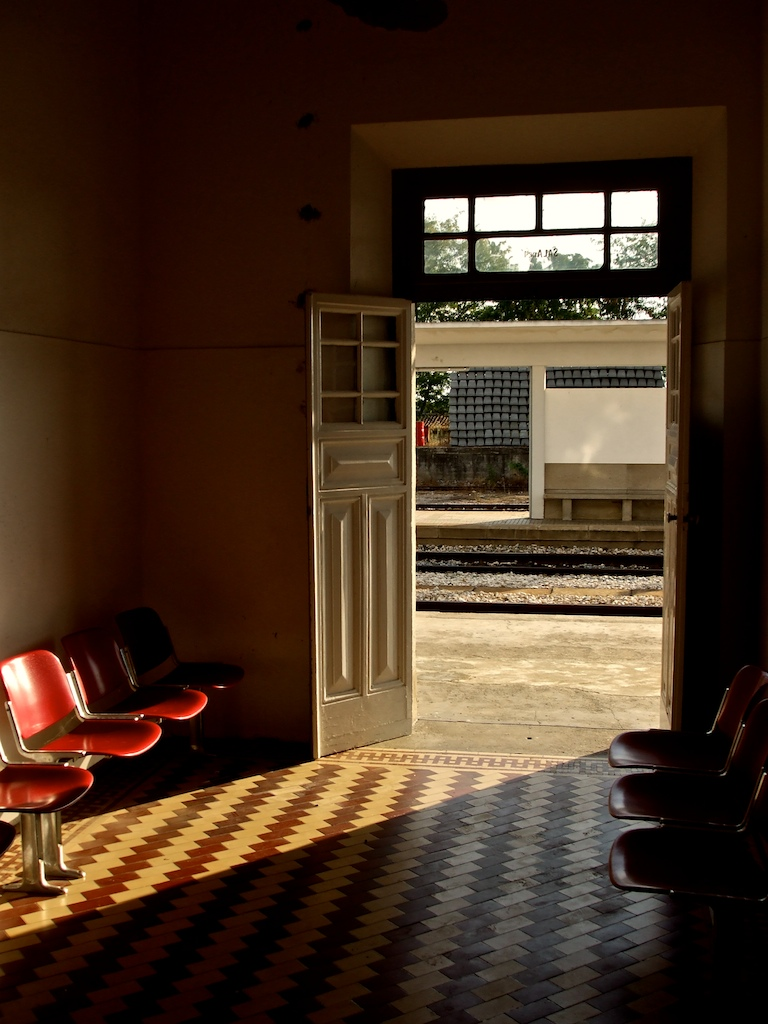
Sala de espera da estação de Portalegre, 2008.

### Século XXI
Em Janeiro de 2011, possuía três vias de circulação, duas com 430 m de comprimento, e uma com 398 m; as plataformas tinham todas 112 m de comprimento e 35 cm de altura, configuração assaz reduzida em comparação com a de décadas anteriores, e posteriormente ampliada para os valores atuais.

Os serviços ferroviários de passageiros foram terminados em Janeiro de 2012, tendo sido reatados, de forma provisória, em 25 de Setembro de 2015. Em Setembro de 2017, os serviços regionais até Badajoz foram definitivamente repostos.
|  | - Comboios de Portugal - Infraestruturas de Portugal - Transporte ferroviário em Portugal - História do transporte ferroviário em Portugal |